# Статут Болеслава Кривоустого
Статут Болеслава Кривоустого (пол. Ustawa sukcesyjna Bolesława Krzywoustego) — политическое завещание польского князя Болеслава Кривоустого, в котором он установил порядок раздела польских земель между своими сыновьями и старшинство между ними.

## Условия

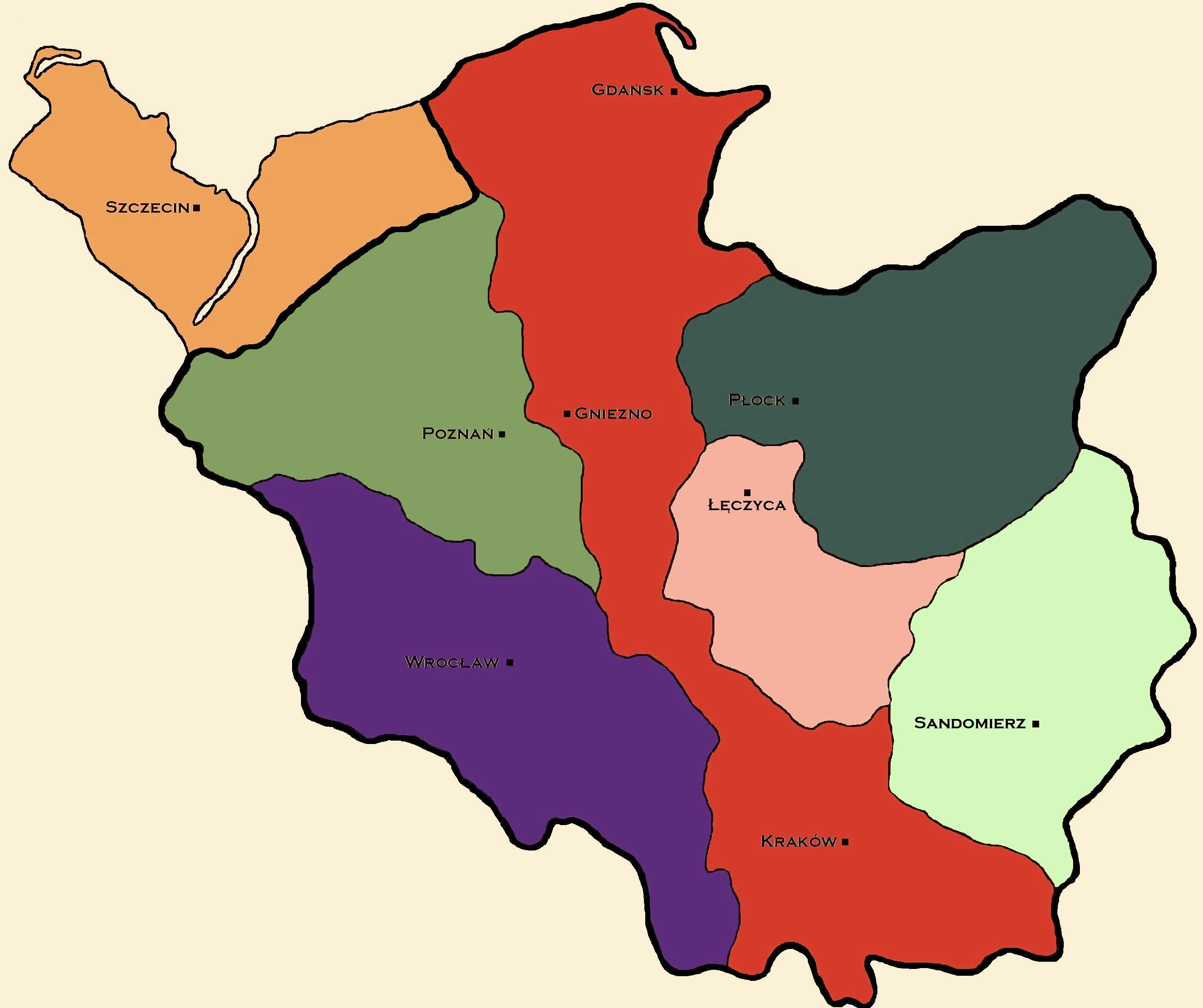
Раздел Польского государства в 1138 году
Сеньориальный удел
Лен, контролируемый принцепсом
Удел Владислава II
Удел Болеслава IV
Удел Мешка III
Удел Генриха Сандомирского
Вдовья доля Саломеи фон Берг-Шельклинген

Статут, написанный примерно в 1115—1118 годах, разделял Польшу на пять уделов:
- Сеньориальный удел (или Краковское княжество) состоял из западной Малопольши, восточной Великопольши, западной Куявии и Серадзского княжества; также в состав этого удела впоследствии должны были войти земли вокруг Ленчицы, переданные в пожизненное владение вдове Болеслава Саломее Бергской. Главой Сеньориального удела должен был стать старший сын Болеслава — Владислав II.
- Силезский удел (или Княжество Силезия) занимал Силезию. Его также получил Владислав.
- Мазовецкий удел (или Мазовецкое княжество) занимал Мазовию и восточную Куявию. Его получил Болеслав IV Кудрявый.
- Великопольский удел (или Великопольское княжество) занимал оставшуюся западную часть Великой Польши. Его получил Мешко III.
- Сандомирский удел (или Сандомирское княжество) занимал восточную часть Малопольских земель, сконцентрированную вокруг Сандомира. Его получил Генрих.

Самый младший сын Казимир II в завещании упомянут не был.
Согласно условиям Статута, Сеньориальным уделом должен владеть старший в роду, он является неделимым, его владелец является старшим над всеми остальными, и именно ему приносят вассальную клятву померельские князья.

## Последствия
После смерти Болеслава в 1138 году ставший главой Сеньориального удела Владислав II попытался увеличить свою власть, но всё, что ему удалось — это вернуть в 1144 году Ленчицкую землю. В результате неудачной борьбы с братьями Владислав в 1146 году был изгнан из Польши; лишь в 1163 году благодаря вмешательству императора Фридриха Барбароссы сыновьям Владислава была возвращена Силезия, однако Сеньориальный удел перешёл к Болеславу IV. После этого начался двухсотлетний период феодальной раздробленности Польши.